# Alpineskiën op de Paralympische Winterspelen 2006
De IXe Paralympische Winterspelen werden in 2006 gehouden in Turijn, Italië. Nederland nam niet deel aan deze Paralympische Spelen.
Het Alpineskiën staat al vanaf het begin op het programma van de Paralympische Winterspelen. De sport staat onder auspiciën van de Internationaal Paralympisch Comité (IPC). Alpineskiën is een sport voor sporters met een lichamelijke handicap aan verschillende ledematen.
De disciplines waren Afdaling, Reuzenslalom en Slalom en Super G.

## Afdaling

### Mannen
| Klasse          | Snelste Tijd | land | Goud              | land | Zilver                   | land | Brons           |
| --------------- | ------------ | ---- | ----------------- | ---- | ------------------------ | ---- | --------------- |
| Zittend         | 1:36.26      | USA  | Kevin Bramble     | USA  | Christopher Devlin-Young | FRA  | Denis Barbet    |
| Staand          | 1:19.86      | GER  | Gerd Schoenfelder | AUS  | Michael Milton           | AUT  | Walter Lackner  |
| Visueel Beperkt | 1:30.12      | GER  | Gerd Gradwohl     | CAN  | Chris Williamson         | FRA  | Nicolas Berejny |

### Vrouwen
| Klasse          | Snelste Tijd | land | Goud             | land | Zilver           | land | Brons            |
| --------------- | ------------ | ---- | ---------------- | ---- | ---------------- | ---- | ---------------- |
| Zittend         | 1:29.96      | USA  | Laurie Stephens  | JPN  | Kuniko Obinata   | AUT  | Claudia Loesch   |
| Staand          | 1:28.00      | FRA  | Solène Jambaqué  | GER  | Reinhild Möller  | SVK  | Iveta Chlebakova |
| Visueel Beperkt | 1:28.79      | FRA  | Pascale Casanova | AUT  | Sabine Gasteiger | ITA  | Silvia Parente   |

## Reuzenslalom

### Mannen
| Klasse          | Snelste Tijd | land | Goud                | land | Zilver                | land | Brons         |
| --------------- | ------------ | ---- | ------------------- | ---- | --------------------- | ---- | ------------- |
| Zittend         | 1:50.83      | GER  | Martin Braxenthaler | JPN  | Taiki Morii           | AUT  | Juergen Egle  |
| Staand          | 1:50.45      | GER  | Gerd Schoenfelder   | JPN  | Masahiko Tokai        | SUI  | Thomas Pfyl   |
| Visueel Beperkt | 1:30.12      | FRA  | Nicolas Berejny     | ITA  | Gianmaria Dal Maistro | ESP  | Eric Villalon |

### Vrouwen
| Klasse          | Snelste Tijd | land | Goud                 | land | Zilver           | land | Brons            |
| --------------- | ------------ | ---- | -------------------- | ---- | ---------------- | ---- | ---------------- |
| Zittend         | 2:05.030     | JPN  | Kuniko Obinata       | USA  | Laurie Stephens  | ITA  | Daila Dameno     |
| Staand          | 1:57.810     | CAN  | Lauren Woolstencroft | GER  | Andrea Rothfuss  | FRA  | Solène Jambaqué  |
| Visueel Beperkt | 2:04.510     | ITA  | Silvia Parente       | FRA  | Pascale Casanova | AUT  | Sabine Gasteiger |

## Slalom

### Mannen
| Klasse          | Snelste Tijd | land | Goud                | land | Zilver        | land | Brons             |
| --------------- | ------------ | ---- | ------------------- | ---- | ------------- | ---- | ----------------- |
| Zittend         | 1:58.66      | GER  | Martin Braxenthaler | AUT  | Harald Eder   | AUT  | Juergen Egle      |
| Staand          | 1:22.81      | AUT  | Robert Meusburger   | SUI  | Thomas Pfyl   | GER  | Gerd Schoenfelder |
| Visueel Beperkt | 1:48.60      | FRA  | Nicolas Berejny     | ESP  | Eric Villalon | GER  | Gerd Gradwohl     |

### Vrouwen
| Klasse          | Snelste Tijd | land | Goud             | land | Zilver           | land | Brons          |
| --------------- | ------------ | ---- | ---------------- | ---- | ---------------- | ---- | -------------- |
| Zittend         | 1:48.540     | USA  | Stephani Victor  | ITA  | Daila Dameno     | JPN  | Tatsuko Aoki   |
| Staand          | 1:30.140     | USA  | Allison Jones    | FRA  | Solène Jambaqué  | USA  | Sandy Dukat    |
| Visueel Beperkt | 1:37.370     | FRA  | Pascale Casanova | AUT  | Sabine Gasteiger | ITA  | Silvia Parente |

## Super-G

### Mannen
| Klasse          | Snelste Tijd | land | Goud                  | land | Zilver            | land | Brons            |
| --------------- | ------------ | ---- | --------------------- | ---- | ----------------- | ---- | ---------------- |
| Zittend         | 1:12.83      | GER  | Martin Braxenthaler   | AUT  | Harald Eder       | AUT  | Robert Froehle   |
| Staand          | 1:11.87      | AUT  | Walter Lackner        | GER  | Gerd Schoenfelder | AUS  | Toby Kane        |
| Visueel Beperkt | 1:23.32      | ITA  | Gianmaria Dal Maistro | SVK  | Radomir Dudas     | CAN  | Chris Williamson |

### Vrouwen
| Klasse          | Snelste Tijd | land | Goud             | land | Zilver               | land | Brons            |
| --------------- | ------------ | ---- | ---------------- | ---- | -------------------- | ---- | ---------------- |
| Zittend         | 1:19.16      | USA  | Laurie Stephens  | JPN  | Kuniko Obinata       | CAN  | Kimberley Joines |
| Staand          | 1:14.13      | FRA  | Solène Jambaqué  | CAN  | Lauren Woolstencroft | AUT  | Danja Haslacher  |
| Visueel Beperkt | 1:24.24      | AUT  | Sabine Gasteiger | CZE  | Anna Kuliskova       | ITA  | Silvia Parente   |

## Deelnemende landen Alpineskiën 2006
- USA
- FRA
- JPN
- GBR
- AUT
- ITA
- SUI
- CAN
- GER
- SVK
- FIN
- AUS
- NOR
- ESP
- RSA
- CZE
- NZL
- RUS
- BEL

Alpineskiën · Biatlon · Langlaufen · Rolstoelcurling · Sledgehockey
1976 · 1980 · 1984 · 1988 · 1992 · 1994 · 1998 · 2002 · 2006 · 2010 · 2014 · 2018 · 2022